# Antoni Sala i Caba
Antoni Sala i Caba (Artés, ca 1846 - Barcelona, 3 d'agost de 1904) fou un polític català. Fou elegit diputat al Congrés dels Diputats pel Partit Conservador a les eleccions generals espanyoles de 1901 i 1903 pel districte electoral de Castellterçol. Va morir de tifus el 1904 i el seu escó fou ocupat per Alexandre Pons i Serra.
Era fill de Pere Sala i Francesca Caba. La seva dona era Emília Taberner.